# ジェルソン・シルバ・オルネラス
ジェルソンこと、ジェルソン・シウヴァ・オルネラス（Gerson Silva Ornelas, 1971年12月9日 - ）は、ブラジル出身のサッカー指導者（ゴールキーパーコーチ）。

## 来歴
1997年、25歳でブラジルのサントスFCの下部組織でゴールキーパーコーチ（GKコーチ）に就任。
1999年に初訪日し、大分県の日本文理大学サッカー部のGKコーチとして日本での指導を始める。翌2000年、J2・アルビレックス新潟にGKコーチとして招かれる。以後、10シーズンに渡って新潟でコーチ職を務め、野澤洋輔や北野貴之といった選手たちを指導した。2009年をもって新潟を退団。
2010年からはマルキーニョスコーチの後任として、ガンバ大阪のGKコーチに就任した。2012年シーズン終了後、ガンバを退団。
2014年からは名古屋グランパスのGKコーチに就任。2016年をもって名古屋を退団。
2018年からアルビレックス新潟のGKコーチに復帰した。2019年8月に家庭の事情によりGKコーチを退任した。

## 指導歴
- 1997年  サントスFC サッカースクール
- 1999年  日本文理大学
- 2000年 - 2009年  アルビレックス新潟
- 2010年 - 2012年  ガンバ大阪
- 2014年 - 2016年  名古屋グランパス
- 2018年 - 2019年8月  アルビレックス新潟

全てGKコーチとしての指導